# Richard G. E. Müller
Richard Georg Eduard Müller (* 9. August 1910 in Dortmund; † 1993) war ein deutscher Psychologe.

## Leben

### Familie und Ausbildung
Der evangelisch getaufte, aus Dortmund stammende Richard G. E. Müller, Sohn des Böttchers Emil Müller sowie dessen Ehegattin Emilie geborene Scharf, wandte sich nach dem Abitur dem Studium der Psychologie, Pädagogik, Soziologie und Heilpädagogik zu, 1947 wurde er an der Technischen Universität Braunschweig zum Dr. rer. nat. promoviert, 1951 erwarb er den Grad eines Diplompsychologen.
Richard G. E. Müller heiratete im Jahre 1936 Käthe Rohkohl. Dieser Verbindung entstammten die Kinder Almut und Marbod. Er verstarb 1993.

### Beruflicher Werdegang
Richard G. E. Müller war seit 1934 als Volksschullehrer, später als Volksschulleiter eingesetzt. 1955 übernahm er die Funktion eines Sonderschulleiters, 1962 erhielt er eine Dozentur an der Pädagogischen Hochschule Bielefeld. Im Jahre 1965 folgte er einem Ruf auf die ordentliche Professur der Psychologie und die Direktion des Seminars für Psychologie und Soziologie an die Pädagogische Hochschule Ruhr nach Hagen, 1976 wurde er emeritiert. Richard G. E. Müller trat insbesondere durch grundlegende Publikationen betreffend sein Fachgebiet hervor.

## Schriften
- Das erziehungsschwierige Schulkind : Beurteilung und Behandlung. Ehrenwirth, München, 1962
- Die Schule für erziehungsschwierige Kinder und Jugendliche : unterrichtliche Hilfe bei Einordnungs- und Leistungsschwierigkeiten. in: Heilpädagogische Beiträge, 15., Marhold, Berlin-Charlottenburg, 1964
- Ursachen und Behandlung von Lese-Rechtschreibe-Schwächen. in: Heilpädagogische Beiträge; Schriften zur Pädagogik und Psychologie entwicklungsgehemmter Kinder, Heft 11., Marhold, Berlin-Charlottenburg, 1967
- Verhaltensstörungen bei Schulkindern. in: Erziehung und Psychologie, Nr. 55., E. Reinhardt, München, 1970
- Vorschulerziehung : Begabung fördern – Leistung fordern?. in: Unterricht, Erziehung, Wissenschaft und Praxis., Ehrenwirth, München, 1971
- Psychologie für Pädagogen : Primarstufe. in: Henns pädagogische Taschenbücher, 85; Henn’s pädagogische Taschenbücher, 85., Henn, cop., Kastellaun, 1979
- Psychologie für Lehrer : Orientierungs- und Arbeitshilfen für den Schulalltag. Schwann Verlag, Düsseldorf, 1983